# 死刑囚042
『死刑囚042』（しけいしゅう おしに）は、週刊ヤングジャンプ（集英社）等に2002年3月から2004年12月まで連載されていた、小手川ゆあの漫画作品。全5巻で完結。

## あらすじ
舞台は日本に限りなく類似した架空の近代法治国家。死刑囚042号（本名：田嶋良平）はある日突然独房から出され、椎名という研究者から死刑制度に代わる新たな制度のための実験に参加しないかと言われる。その実験とは、殺人犯などの凶悪な死刑囚を死刑にする代わりに、興奮し殺意を抱いた時に脳が発する周波数を感知すると自動的に爆発するチップを脳内に埋め、かつ24時間体制の監視役をつけて安全を確保した上で社会奉仕をさせるというものであった。田嶋はその提案を受け入れ、チップを脳内に取り付け、「集英高校」で働く事になる。

## 主な登場人物
死刑囚042号／田嶋 良平 （たじま りょうへい）
本作の主人公。7人の暴力団関係者を殺した凶悪殺人犯として逮捕され、死刑囚として服役する日々を送っていたが、椎名の実験に参加することにより徐々に人間らしさを取り戻していく。集英高校では番号が042番であることと、死刑囚であることから「オシニ (=042)(お死に) 」と呼ばれる。主な仕事は校内の清掃と植物の手入れ。大柄で無愛想。しかしながら本来の性格は素直でやさしく、物語を通じて椎名を初めとする実験の研究スタッフや、ゆめやあやのを初めとする集英高校の人間などに愛されていき、彼自身も様々な発見と成長をしていく。過去にある事件によるトラウマを抱えており、それは物語の最後になって明らかになる。
椎名 （しいな）
実験の責任者兼田嶋のカウンセラー。法務省研究所きってのエリートで切れ者。最初は田嶋の事をいち死刑囚としてしか見ていなかったが、次第に彼を一人の人間として受け入れ、知らず知らずのうちに無二の友人となる。口が達者で、やろうと思った事はなんだかんだいって周りを言いくるめて結局成し遂げてしまう。当初は死刑廃止のための実験に参加しながらも死刑制度そのものには賛成を唱える。しかし、田嶋との交流を経て、生と死、犯罪について深く考えさせられることになる。
下曽山 ゆめ （しもそやま －）
集英高校に通う高校生。盲目だが、それを感じさせない強さを持つ。田嶋が高校にやってきた初日から彼と接触し、あまり先入観がなかったために田嶋の事を好意的に受け止める。純粋な女の子。田嶋と出会い、交流を深めていく事で積極性や明るさを見せていく。また、彼のやさしさにも惹かれていき、後に自分の気持ちに気がつくことになる。
古家 あやの
目が見えないゆめのためのボランティア。プリントや試験を点字に直したりするのが主な仕事。既婚だが、田嶋と交流するうちに、彼の本来の優しさに気がつき、惹かれていく。
笹塚
法務省の広報担当者。この実験の広報の一切に携わる。実験の一般への報道は禁止されているので主な仕事は生徒、保護者、近隣の住民への説明など。椎名のよき同僚である一方で、椎名とは対照的な典型的官僚気質の持ち主。
真崎
実験のスタッフで、椎名の部下。女性。破天荒な上司に苦労しつつもなんとかついていっている。
片桐
実験のスタッフで、椎名の部下。男性。気弱だが、重要な仕事を任されることが多い。
刑務官
田嶋を見張る刑務官。田嶋と周囲の人々を危険から守る役割を持つ。また、田嶋が興奮しそうになったときにはただちに介入して冷静にさせ、チップの爆発を回避する。任務は忠実にこなす。作中では彼の名前は最後まで出てこないが、田嶋や椎名と話す機会が多いので登場回数は多い。椎名との会話の中でよくそのときの状況を何かに例えて言う。
下曽山 みらい
ゆめの一つ年下の妹。姉とは対照的に素直で明るい子。しかし姉を心配しすぎる一面もあり、重度のシスコンである。集英高校に入学してくるが、その理由も姉が心配であったがため。実際の成績はまりあと同じぐらい良い。
中野 まりあ
みらいと同じ年に入学してきた女の子。本当は私立高校を受験したかったのだが、家庭の事情により集英高校を受験する事になる。それに加え自分の容姿に対するコンプレックスと、恵まれたみらいに対する嫌悪感から、事件を引き起こしてしまう。後にみらいのストーカー的なゆめに対する見守りにも賛同し、友情を深めていく。集英高校に首席で入学するほど偏差値が高い。
山口 茂
田嶋が7人目に殺害した被害者の遺族。孫の京也を殺されている。当初「田嶋を殺す」と言って学校に乗り込んできたが、仕事に精を出す田嶋を見て（決して許してはいないが）田嶋を「バカ息子」と呼ぶようになる。しかし、それがもとである事件に巻き込まれてしまう。事件の後、たびたび学校を訪れ田嶋に「人を愛する事」の大切さを言い聞かせ、病のために息を引き取った。
田嶋 理恵
田嶋の母親。田嶋のことを常に心配している。
芝田 琴子
児童心理学者。椎名の元恋人。8年間付き合っていたが、仕事の都合で遠距離恋愛が続き、椎名から結婚の話が出ないなどの問題で結局別れることに。

## 補足
- この物語の中でゆめと田嶋をつなぐ点字が大きな比重を持っている事からか、刊行された単行本ではカバーに点字が打たれている。ちなみに打たれている文字は「しけいしゅー おしに（042）」
- 連載は週刊ヤングジャンプでなされていたが、最終回のみ漫革の平成17年1月15日号に掲載されていた。
- 全ての発端となった少年時代の失踪事件に関しては、田嶋の告白後にも捜査が行われないまま田嶋が刑死したため未解決事件となっている。

## 単行本
- 小手川ゆあ､集英社〈ヤングジャンプコミックス〉。
  - 『死刑囚042』 全5巻

  1. 2002年10月18日発売､ ISBN 4-08-876356-4
  2. 2003年5月19日発売､ ISBN 4-08-876448-X
  3. 2003年12月18日発売､ ISBN 4-08-876540-0
  4. 2004年8月19日発売､ ISBN 4-08-876658-X
  5. 2005年1月19日発売､ ISBN 4-08-876736-5